# David Walliams
David Walliams, ursprungligen David Edward Williams, född 20 augusti 1971 i Merton i London, är en brittisk komiker, skådespelare, manusförfattare och författare.
Han är mest känd för samarbetet med Matt Lucas. Tillsammans har de två gjort hyllade kultserien Little Britain. Före Little Britain gjorde de Rock Profiles där de klädde ut sig till/parodierade olika kända sångare och musiker, bland andra Tom Jones, Blur, Eurythmics och delar av Take That. Under början av 2007 var Walliams och Lucas ute på en utsåld turné i Australien.
Walliams uppfattas som camp och säger sig vara till 71 procent heterosexuell. 2006 simmade han över Engelska kanalen på 10,5 timmar för Comic Relief. Han är vän med den brittiske komikern Russell Brand. 
Han satt med som domare i TV-showen "Britain Got Talent" med bland andra Simon Cowell. I TV-showen var han mycket hyllad, och denna händelse gjorde att hans karriär trappades upp ordentligt.
Han föddes i London men växte upp i Banstead i Surrey. Han gifte sig 2010 med den holländska modellen Lara Stone. De separerade 2015.

## Filmografi i urval
- 2003–2008 – Little Britain (TV-serie)
- 2010 – Marmaduke
- 2010 – Dinner for Schmucks
- 2012 – Britain's Got Talent (TV-serie) (programledare)
- 2012 – Great Expectations
- 2013–2014 – Big School (TV-serie)
- 2013 – Blandings (TV-serie) (2 avsnitt)
- 2015 – Partners in Crime (TV-serie)
- 2019 – Murder Mystery